# Рівердейл (сезон 2)
Другий сезон американського телесеріалу «Рівердейл», який включає 22 епізодів. Прем'єра першої серії відбулась 11 жовтня 2017, останню серію показували 16 травня 2018. Телесеріал трансльований каналом The CW.

## В ролях

### В головних ролях
- Кей Джей Апа у ролі Арчібальда "Арчі" Ендрюса.
- Лілі Рейнхарт у ролі Елізабет "Бетті" Купер.
- Каміла Мендес у ролі Вероніки Лодж.
- Коул Спроус у ролі Форсайта "Джагхеда" Джонса III.
- Марісоль Ніколс у ролі Герміони Лодж.
- Меделін Петш у ролі Шеріл Блоссом.
- Ешлі Мюррей у ролі Джозефін "Джозі" МакКой.
- Медхен Емік у ролі Еліс Купер.
- Люк Перрі у ролі Фредеріка "Фреда" Ендрюса.
- Марк Консуелос у ролі Гірама Лоджа.
- Кейсі Котт у ролі Кевіна Келлера.
- Скіт Ульріх у ролі Форсайта Пендлтона Джонса II.

### В другорядних ролях
- Martin Cummins у ролі Тома Келлера.
- Robin Givens у ролі Сієрри МакКой.
- Nathalie Boltt у ролі Пенелопі Блоссом.
- Lochlyn Munro у ролі Хола Купера.
- Colin Lawrence у ролі Флойда Клейтона.
- Peter James Bryant у ролі містера Везербі.
- Sarah Habel у ролі Жеральдін Гранді.
- Charles Melton у ролі Реджинальда "Реджі" Мантеля.
- Jordan Calloway у ролі Чака Клейтона.
- Rob Raco у ролі Хуакіна ДеСантос.
- Asha Bromfield у ролі Мелоді Валентайн.
- Cody Kearsley у ролі Мермедюка "Муса" Мейсона.
- Hayley Law у ролі Валері Браун.
- Shannon Purser у ролі Етель Маггс.
- Trevor Stines у ролі Джейсона Блоссома.
- Olivia Ryan Stern у ролі Тіни Патель.
- Caitlin Mitchell-Markovitch у ролі Джинджер Лопес.
- Major Curda у ролі Ділтона Дойлі.
- Tiera Skovbye у ролі Поллі Купер.
- Barclay Hope у ролі Кліффорда Блоссома.
- Barbara Wallace у ролі Роузенн "Роуз" Блоссом.
- Alvin Sanders у ролі Поп Тейта.
- Tom McBeath у ролі Смізерса.
- Adain Bradley у ролі Трева Брауна.
- Моллі Рінгуолд у ролі Мері Ендрюс.
- Scott McNeil у ролі Тол Бойя.
- Emilija Baranac у ролі Мідж Кламп.
- Brit Morgan у ролі Пенні Пібоді.
- Stephan Miers у ролі Андре.
- Ванесса Морган у ролі Антуанетт "Тоні" Топаз.
- Jordan Connor у ролі Світ Пі.
- Drew Ray Tanner у ролі Фенгса Фогарті.
- Graham Phillips у ролі Ніка Сент. Клер.
- Cameron McDonald у ролі Джозефа Свенсона.
- Hart Denton у ролі Чіка Сміта.
- John Behlmann у ролі Артура Адамса.
- Barclay Hope у ролі Клаудіуса Блоссома.

## Епізоди
| № серії (загалом) | № серії (в сезоні) | Назва серії                                                                                               | Режисер(и)            | Сценарист(и)                             | Оригінальна дата показу | Код серії | Глядачів US (млн) |
| --- | ------------------ | --- | --------------------- | ---------------------------------------- | ----------------------- | --------- | ----------------- |
| 14 | 1                  | «Глава чотирнадцять: Поцілунок перед смертю» «Chapter Fourteen: A Kiss Before Dying»                      | Rob Seidenglanz       | Roberto Aguirre-Sacasa                   | 11 жовтня 2017          | T13.20801 | 2.34              |
| Після того як Фреда підстрелили, Арчі квапиться доставити його до лікарні, де до них незабаром приєднуються друзі Арчі. Шериф Келлер отримує від Арчі опис стрільця, але коли Арчі надається можливість впізнати нападника в лінії підозрюваних, хлопець його не бачить. Коли Вероніка передивляється речі Фреда, Арчі розуміє, що пропав його гаманець. Бетті та Джагхед йдуть до їдальні Попса, аби знайти гаманець, але не виявляють його там; натомість вони дізнаються від Попа, що злочинець не забрав гроші із каси, що значить, що мета приходу стрільця до їдальні була у нападі на Фреда. Джагхед просить Змій Саутсайду провести розслідування стрілянини, але безрезультатно. Вероніка звинувачує Герміону у найманні хітмана, аби той вбив Фреда, але вона нагально заперечує свою причетність; між дочкою і матір'ю наростає напруга, коли Вероніка розуміє, що непевна, чи Герміона сказала їй правду. Тим часом Шеріл залякує Пенелопі, — яка лежить у лікарні через опіки, які отримала при пожежі у маєтку, — аби та сказала поліції, що пожежа була нещасним випадком. Фред виживає після стрілянини. Гірам повертається до Рівердейлу, що ще більше підвищує напругу у сім'ї Лодж. У сусідньому містечку Гріндейл, невідомий стрілець задушує міс Гранді. |                    | |                       |                                          |                         |           |                   |
| 15 | 2                  | «Глава п'ятнадцять: Дрімлюга» «Chapter Fifteen: Nighthawks»                                               | Allison Anders        | Michael Grassi                           | 18 жовтня 2017          | T13.20802 | 1.76              |
| Після того як Арчі дізнався про смерть міс Гранді, хлопець почав підозрювати зв'язок між її смертю і нападом на Фреда; через це стривожений Арчі купує пістолет у Ділтона Дойлі. Після стрілянини справи у їдальні Попа стрімко погіршуються, що змушує його думати про продаж бізнесу, проте Бетті переконує Попа дозволити їй провести у їдальні ретро-вечірку, аби покращити імідж закладу. Джагхед дізнається, що Еф. Пі. загрожує 20 років ув'язнення, через що звертається до Пенні Пібоді — адвоката Змій, яка радить Джагхеду переконати Блоссомів засвідчити на користь Еф. Пі. на судовому процесі. Хоча першочергово Шеріл відмовляється допомагати Еф. Пі., її рішення змінюється, коли Бетті примушує її до цього, використовуючи для шантажу відео вбивства Джейсона. За допомогою свідчень Шеріл, суддя вирішує переглянути вирок для Еф. Пі. Поза увагою публіки Гірам викуповує їдальню у Попа, хоча каже Вероніці, що лише зробив "благодійне пожертвування". У лісі Мус Мейсон та Мідж Кламп вживають джингл-джангл (новий наркотик, завезений до Рівердейлу), проте неочікувано на них нападає невідомий стрілок, який раніше напав на Фреда. |                    | |                       |                                          |                         |           |                   |
| 16 | 3                  | «Глава шістнадцять: Лісовий спостерігач» «Chapter Sixteen: The Watcher in the Woods»                      | Kevin Rodney Sullivan | Ross Maxwell                             | 25 жовтня 2017          | T13.20803 | 1.62              |
| Кевін, який проходив по лісу, чує постріли та квапиться на допомогу; він знаходить заплакану Мідж. Муса, який закрив Мідж від пострілу, доставляються до лікарні і після операції загроза його життю минає. Після цього інциденту Арчі започатковує групу месників під назвою «Червоне коло» із наміром захищати школярів Рівердейлу. Купери отримують листа від "Чорного каптура", який бере на себе відповідальність за стрілянини та вбивство міс Гранді, та докладно розкладає гріхи своїх мішеней. Боячись за своїх дітей, Поллі покидає місто. Джагхед починає відвідувати Вищу школу Саутсайду, в якій починає товаришувати із Тоні Топаз — членом банди Змій; разом із нею Джагхед поновлює шкільну газету «Червону та чорну», яку веде під консультаціями вчителя англійської мови Роберта Філіпса. Бетті тривожиться за Кевіна, який продовжує виходити вночі в ліс. Вона слідкує за ним, коли той виходить на нічну пробіжку по лісу, але Кевін помічає її, що призводить до сварки між друзями. Гірам каже Арчі, що він має використати головну зброю Чорного каптура для користі «Червоного кола». Надихаючись цим, «Червоне коло» записує і викладає відео, в якому викликає Чорного каптура на бій. |                    | |                       |                                          |                         |           |                   |
| 17 | 4                  | «Глава сімнадцять: Місто, яке страшиться заходу сонця» «Chapter Seventeen: The Town That Dreaded Sundown» | Jason Stone           | Amanda Lasher                            | 1 листопада 2017        | T13.20804 | 1.51              |
| Арчі переслідують негативні наслідки опублікування відео із погрозою, оскільки директор Вальдо Везербі вимагає від нього, аби Арчі розформував «Червоне коло». Хоча Арчі відмовляється, «Червоне коло» розформовується саме по собі після того, як було призупинено діяльність шкільної футбольної команди; проте пізніше Вероніці вдається зібрати «Червоне коло» назад до купи. Арчі потрапляє в халепу, коли нівечить територію Змій із графіті-малюнками «Червоного кола». Вероніка дізнається, що Арчі планує вбити Чорного каптура і переконує його позбавитися пістолету. Бетті отримує листа від Чорного каптура, який пише, що її промова на бал-вечірці надихнула його на свої дії; він також відсилає їй шифр, який може розшифрувати лише вона. Мер Сієрра МакКой проводить міську зустріч, аби обговорити дії проти Чорного каптура; Еліс виступає із звинуваченнями в сторону Змій, але Фред намагається переконати мешканців міста не давати страху взяти гору. Бетті та Джагхед розуміють, що Чорний каптур планує атакувати міську ратушу під час міської зустрічі і евакуюють будівлю, після чого показують його листа батькам Бетті, шерифу Келлеру та меру МакКой. Пізніше Чорний каптур дзвонить Бетті на її мобільний телефон. |                    | |                       |                                          |                         |           |                   |
| 18 | 5                  | «Глава вісімнадцять: Коли дзвонить незнайомець» «Chapter Eighteen: When a Stranger Calls»                 | Ellen Pressman        | Aaron Allen                              | 8 листопада 2017        | T13.20805 | 1.47              |
| Чорний каптур розкриває Бетті, що знає, де знаходиться Поллі і погрожує вбити її, якщо вона не опублікує в газеті фотографію Еліс в образі злочинця; Бетті робить те, що їй було наказано. Гірам запрошує до себе сім'ю Сент. Клер — друзів сім'ї Лодж із Нью-Йорку. У Саутсайді Джагхед намагається зупинити Світ Пі та Змій, які прагнуть підірвати Регістр Рівердейлу, і для цієї мети вступає в банду. Чорний каптур змушує Бетті порвати стосунки із Веронікою та Джагхедом, опісля чого надсилає їй чорний каптур. На відкритій вечірці в будинку сім'ї Лодж Нік Сент. Клер накачує Шеріл наркотиками і забирає її до себе в готельний номер, аби зґвалтувати, але Вероніка та Кішечки зупиняють його і нападають на нього. Джагхед та Тоні спілкуються в його трейлері, і він розповідає їй, що його стосунки із Бетті закінчилися; вони цілуються. Чорний каптур каже Бетті, що та порушила правила і що тепер він змушений вбити Поллі, якщо хіба-що вона не назве ім'я "грішника"; Бетті називає Ніка Сент. Клера. |                    | |                       |                                          |                         |           |                   |
| 19 | 6                  | «Глава дев'ятнадцять: Доказ смерті» «Chapter Nineteen: Death Proof»                                       | Maggie Kiley          | Tessa Leigh Williams & Arabella Anderson | 15 листопада 2017       | T13.20806 | 1.43              |
| Чорний каптур кидає Бетті виклик у розшуку ідентичності Шугармену — поставника джинг-джангл до Рівердейлу. Шеріл хоче подати в суд на Ніка, на якого не напав Чорний каптур, але Пенелопі погоджується мовчати в замін на гроші від сім'ї Сент. Клер. Арчі йде до Вищої школи Саутсайду, де рятує Джагхеда від рейду мера МакКой та шерифа Келлера. Права рука Еф. Пі., Тол Бой, домовляється із Гулями — поставниками джинг-джангл. Джагхед та Арчі навідують Еф. Пі., котрий каже Джагхеду кинути Гулям виклик у автогонці. Під час гонки Арчі зупиняє машину Джагхеда і розкриває йому, що подзвонив шерифу Келлеру, який на той час якраз мав заарештовувати лідера Гулів. Вероніка переконує Гірама і Герміону припинити інвестувати разом із Сент. Клерами, в той час як Шеріл приходить до тієї ж домовленості із Пенелопі. Пізніше сім'я Лодж дізнається, що машина із Ніком Сент. Клер потрапила в аварію, але потерпілий одужає через місяць. Пенелопі розкриває Шеріл, що Шугармен — це Роберт Філіпс; пізніше Шеріл каже про це Бетті, яка викриває його у газеті «Блакитна і золота». Поліція заарештовує Філіпса, а Чорний каптур вбиває його у в'язниці. |                    | |                       |                                          |                         |           |                   |
| 20 | 7                  | «Глава двадцять: Історія з-за сторони темряви» «Chapter Twenty: Tales from the Darkside»                  | Dawn Wilkinson        | James DeWille                            | 29 листопада 2017       | T13.20807 | 1.45              |
| Після вбивства Філіпса, Чорний каптур залишає Бетті в їдальні Попса лист із викликом до Рівердейлу, за яким місто має прожити 48 годин без гріходіяння, або ж він вб'є знову. Пенні Пібоді примушує Джагхеда доставити ящик із наркотиками, аби таким чином відплатити за її допомогу; в цьому Джагхеду допомагає Арчі. Пенні запевняє його, що це буде лише одноразовим дорученням, проте пізніше Джагхед дізнається, що вона брехала. Джозі починає отримувати дивні повідомлення від таємничого шанувальника, — непрямо вказується на Шеріл, — включаючи коробку із серцем свині. Мер МакКой вичитує дочці догану за те, що та поверталася додому пізно ввечері, і розкриває їй, що почала отримувати повідомлення із смертельними погрозами. Бетті, розуміючи, що Філіпса вбили у кабінеті шерифа, починає вірити в те, що шериф Келлер є Чорним каптуром. Вона розслідує свої здогадки, але шерифу Келлеру вдається надати докази того, що він не є Чорним каптуром. Однак Бетті та Вероніці вдається дізнатися, що шериф веде роман із мером МакКой. Арчі, Джагхед, Бетті, Вероніка, Джозі та Шеріл збираються у їдальні Попса. Після того як Джагхед покидає їдальню, аби навідати Еф. Пі., Попу дзвонить Чорний каптур і повідомляє його, що Рівердейл не зміг дотриматися його виклику; Поп передає Арчі та його друзям послання: "Розплата наближається".                                       |                    | |                       |                                          |                         |           |                   |
| 21 | 8                  | «Глава двадцять перша: Будинок зла» «Chapter Twenty-One: House of the Devil»                              | Kevin Sullivan        | Yolonda Lawrence                         | 6 грудня 2017           | T13.20808 | 1.48              |
| Еф. Пі. виходить із в'язниці та починає працювати у їдальні Попса з намірами покинути членство у банді Змій. Джагхед та Бетті вирішують влаштувати Еф. Пі. вечірку по відходу у «Білому хробаку», тож просять підтримки у Арчі та Вероніки, аби ті провели розслідування. В той час як Джагхед поновлює стосунки із батьком, Бетті прямує до «Білого хробака», аби організувати вечірку. Там вона знайомиться із Тоні і каже їй, що хоче продовжувати наглядати за Джагхедом. Арчі та Вероніка розслідують колишнього серійного вбивцю під іменем Рівердейлівський різник, який вбив сім'ю із чотирьох осіб перед тим, як був вбитий розгніваним натовпом. Їх розслідування приводить їх до розуміння, що вбита сім'я насправді складалася із п'ятьох членів; цим п'ятим членом родини виявляється шкільний прибиральник, Джозеф Свенсон. Арчі та Вероніка підходять до Свенсона із питаннями, але опісля вирішують, що він не є Чорним каптуром. Під час вечірки на честь Еф. Пі. у «Білому хробаку», Еф. Пі. засмутився через те, що Джагхед зв'язався із Пібоді, і вирішує лишитися із Зміями. Зовні «Білого хробака» Вероніка розриває стосунки із Арчі після дискусії про кохання. Джагхед, який не хоче, аби Бетті зв'язувалася із справами Змій, також розриває із нею стосунки. |                    | |                       |                                          |                         |           |                   |
| 22 | 9                  | «Глава двадцять друга: Тиха ніч, смертельна ніч» «Chapter Twenty-Two: Silent Night, Deadly Night»         | Rob Seidenglanz       | Shepard Boucher                          | 13 грудня 2017          | T13.20809 | 1.43              |
| Фред отримує медичний рахунок у $86,000. Не змігши переконати своїх батьків допомогти Фреду, Вероніка прокрадається у кабінет Гірама і виявляє, що її батько викупив їдальню Попса. Пізніше вона переконує Герміону та Гірама припинити тримати від неї секрети і допомогти Фреду. Джагхед збирає до купи молодих Змій, які разом викрадають Пібоді та вирізають із її тіла тату Змій. Бетті та Арчі отримують коробку від Чорного каптура, яка містить відрізаний палець Свенсона. Пізніше вони приймають дзвінок від Чорного каптура, який кидає їм виклик у пошуках Свенсона. Вдвох вони знаходять місцезнаходження Свенсона, але виявляють замість нього порожню труну. Чорний каптур підходить до них ззаду і примушує Бетті заживо похоронити Арчі, проте коли приїжджає поліція — тікає геть. Шериф Келлер гониться за ним, і перед тим як злочинець отримує нагоду втекти, стріляє і вбиває його. Пізніше стає відомо, що Чорним каптуром був сам Свенсон. Після смерті Чорного каптура Вероніка та Арчі сходяться назад, а Бетті викидає всі речі, які стосуються Свенсона, проте зберігає каптур, який він раніше прислав їй. |                    | |                       |                                          |                         |           |                   |
| 23 | 10                 | «Глава двадцять третя: Шкільні джунглі» «Chapter Twenty-Three: The Blackboard Jungle»                     | Tim Hunter            | Britta Lundin & Brian E. Paterson        | 17 січня 2018           | T13.20810 | 1.44              |
| Сім'я Лодж укладає земельну угоду із мером МакКой, унаслідок якої закривають Вищу школу Саутсайду; це змушує Джагхеда, Топаз, Світ Пі та інших Змій перевестися до Вищої школи Рівердейлу, що спричиняє напруження із іншими учнями. До Арчі підходить агент ФБР Адамс, який вимагає від Арчі допомоги у пошуках доказів щодо кримінальних злочинів Гірама. Арчі погоджується допомогти в обмін надання юридичного імунітету Вероніці та Фреду. Арчі розслідує Ніка, який натякає на те, що Гірам стоїть за автоаварією, через яку він зламав обидві ноги. Незважаючи на заперечення Хола, Бетті та Еліс висліджують сина Еліса, Чіка, якого вона віддала на усиновлення. Першочергово Чік відмовляється мати з ними будь-які справи, але Бетті повертається до його квартири і рятує його від нападу, після чого надає йому притулок у себе вдома. За порадою Еф. Пі., Джагхед примушує Змій притихнути у своїх діяннях. Арчі повідомляє Адамсу, що сумнівається щодо того, що Свенсон був справжнім Чорним каптуром. Тієї ж ночі Чік прокрадається у кімнату Бетті, коли вона спить. |                    | |                       |                                          |                         |           |                   |
| 24 | 11                 | «Глава двадцять четверта: Рестлер» «Chapter Twenty-Four: The Wrestler»                                    | Gregg Araki           | Greg Murray & Devon Turner               | 24 січня 2018           | T13.20811 | 1.39              |
| Наближається День Пікенса — день пам'яті засновника Рівердейлу. Арчі намагається потрапити до команди реслінгу, аби вразити Гірама. Бетті дізнається, що Чік працює моделлю для вебкамери, і намагається поговорити з ним. Джагхед проводить інтерв'ю із дідусем Тоні для шкільного проекту і дізнається, що він родом із індіанського племені, яке вирізало військо Пікенса. Джагхед публікує цю історію, що призводить до ескалації напруження між двома сторонами. Під час фестивалю Дня Пікенса Змії влаштовують протест, але Гірам перекручує їх слова для своєї вигоди. Тієї ночі Арчі зустрічається із Гірамом, котрий пропонує йому своє наставництво у справах бізнесу, і Арчі приймає його пропозицію. Наступного ранку мер МакКой, шериф Келлер та сім'я Лодж зустрічаються біля пам'ятника Пікенсу і виявляється, що статую обезголовили. |                    | |                       |                                          |                         |           |                   |
| 25 | 12                 | «Глава двадцять п'ята: Порочні та божественні» «Chapter Twenty-Five: The Wicked and the Divine»           | Rachel Talalay        | Roberto Aguirre-Sacasa                   | 31 січня 2018           | T13.20812 | 1.34              |
| Наближається підтвердження Вероніки, що приводить до Рівердейлу багато членів родини Лодж та їх партнерів по бізнесу. Під час роботи на покер-вечірці Гірама та його партнерів, Арчі дізнається, що Гірам є гангстером, а його партнери намірилися 'прибрати' його після підтвердження Вероніки. Арчі попереджає про це Гірама, і пізніше Гірам підлаштовує смертельний випадок гангстеру, який намагався його прибрати. Тим часом мер МакКой організовує виселення всіх Змій із трейлерового парку. Джагхед та Бетті дізнаються від власника сміттєзвалища місцезнаходження голови статуї Пікенса, який також надає їм докази того, що Тол Бой стоїть за обезголовленням статуї. Джагхед та Еф. Пі. піддають Тол Бойя власному судовому процесу, і той розкриває, що Гірам був замовником цього заколоту, оскільки хотів, аби Тол Бой прибрав Еф. Пі. та Джагхеда із Змій. Бетті та Джагхеда сходяться разом. Незнайомець приходить у будинок Куперів і запитує про Чіка. Пізніше Бетті повертається додому і знаходить Еліс, яка витирає із підлоги калюжу людської крові. |                    | |                       |                                          |                         |           |                   |
| 26 | 13                 | «Глава двадцять шоста: Казкове серце» «Chapter Twenty-Six: The Tell-Tale Heart»                           | Julie Plec            | Michael Grassi                           | 7 лютого 2018           | T13.20813 | 1.28              |
| Бетті та Еліс прибирають тіло чоловіка зі свого будинку і позбавляються від нього за допомогою Джагхеда та Еф. Пі. Джагхед відсилає голову статуї Пікенса сім'ї Лодж, що Гірам бачить як оголошення війни. Мер МакКой намагається перебрати на себе контроль за угодою, яку уклала із сім'єю Лодж, а Лодж готуються до викриття її роману із шерифом Келлером. Вероніка попереджає її про це і мер МакКой подає заяву на відходження від кабінету мера. Агент Адамс намагається силою змусити Арчі видавати йому інформацію на Гірама, включаючи шантажування Арчі, в результаті якого хлопець має помістити прослуховування в кабінет Гірама. Натомість Арчі розкриває Гіраму всю ситуацію. Водій Гірама привозить Арчі до місця зустрічі, аби зустрітися із "босом", яким насправді є Герміоною. Герміона розкриває Арчі, що Адамс насправді є одним із капо сім'ї Лодж, який був поміщений у середовище Арчі, аби перевірити його на довіру. Оскільки Арчі пройшов тест, Герміона вітає його у сім'ю Лодж. |                    | |                       |                                          |                         |           |                   |
| 27 | 14                 | «Глава двадцять сьома: У пагорбів є очі» «Chapter Twenty-Seven: The Hills Have Eyes»                      | David Katzenberg      | Ross Maxwell                             | 7 березня 2018          | T13.20814 | 1.26              |
| Гірам пропонує Арчі, Вероніці, Бетті та Джагхеду відвідати озерний будиночок сім'ї Лодж для романтичної путівки. Шеріл засмучена, оскільки не була запрошена, тож дзвонить Джагхеду та повідомляє йому про поцілунок Бетті та Арчі, що призводить до напруженої ситуації у групі. Вероніка та Джагхед цілуються, аби "урівняти рахунки". Пізніше дівчата йдуть до міста, а хлопці обговорюють міцний зв'язок, який сформувався між ними чотирма. У Рівердейлі Джозі повідомляє Кевіна про роман між їх батьками. Шеріл розкриває Тоні, що у неї були "дружні стосунки, які перейшли у лесбійські романтичні почуття", котрі розбила Пенелопі. В озерному будинку напруга наростає, коли Джагхед та Бетті дізнаються, що Гірам купив трейлерний парк і Регістр Рівердейлу. Група чоловіків, із якими Вероніка бесідувала у містечку, вламуються у будинок, але Вероніка активує безшумну систему безпеки. Приїжджає один із людей Гірама і вбиває одного із злочинців, після чого четвірка повертається до Рівердейлу. |                    | |                       |                                          |                         |           |                   |
| 28 | 15                 | «Глава двадцять восьма: Буде кров» «Chapter Twenty-Eight: There Will Be Blood»                            | Mark Piznarski        | Aaron Allen                              | 14 березня 2018         | T13.20815 | 1.19              |
| Джагхед розслідує плани сім'ї Лодж, але не може використати свої знахідки. Гірам та Герміона хочуть, аби Фред балотувався на мера і пропонують профінансувати його виборчу кампанію. Хол просить у Еліс про розлучення, а Поллі повертається назад до Рівердейлу. Зачитується секретний заповіт Кліффорда, внаслідок чого всі гроші сім'ї розподіляються між всіма кровними членами родини Блоссом. До Рівердейлу повертається брат-двійник Кліффорда, Клаудіус. Після того як Чік відмовляється здати тест на ДНК, Бетті краде його зубну нитку, аби зробити свій власний тест і дізнається, що Чік не є тим, ким себе називає. Смізерс вказує Джагхеду на В'язницю Шенкшоу, а внутрішні зв'язки Еф. Пі. дозволяються їм дізнатися правду, яка стоїть за планами сім'ї Лодж: вони хочуть перетворити Вищу школу Саутсайду на приватну в'язницю, а будинки, які будує Фред стануть житлом для працівників цієї в'язниці. Після того як Лоджі змушені розкрити свої карти Фреду, він відмовляється балотуватися на мера; через це Герміона оголошує, що замість нього сама візьме участь у виборах мера міста. Арчі проходить через кровний ритуал із Гірамом, що засвідчує його відданість сім'ї Лодж. Тим часом Пенелопі та Клаудіус складають план по поверненню собі контролю за будинком, в що входить потенційне усунення Нани та Шеріл, які випадково чують їх розмову.                             |                    | |                       |                                          |                         |           |                   |
| 29 | 16                 | «Глава двадцять дев'ята: Первинні кольори» «Chapter Twenty-Nine: Primary Colors»                          | Sherwin Shilati       | James DeWille                            | 21 березня 2018         | T13.20816 | 1.16              |
| Джагхед дізнається, що Вищу школу Саутсайду перетворять на приватну в'язницю і розпочинає голодний протест. Гірам пришвидшує плани знесення школи, але Змії школи прив'язують себе ланцюгами до будівлі. Фред намагається порвати контракт із Лоджами, що призводить до юридичних суперечок. Гірам просить Арчі розірвати ланцюги Змій, що Арчі робить в обмін на розірвання угоди між Лоджами та Фредом. Бетті дізнається, що Хол не є батьком Чіка. Пенелопі та Клаудіус намагається вбити Нану Роуз, але вона виживає напад. Вероніка бере участь у виборах шкільного учнівського президента, але здається, що всі стоять проти неї. Джагхед також вирішує взяти участь у виборах разом із Бетті. Бетті переїжджає до Джагхеда, аби не бути поряд із Чіком. Шеріл каже Пенелопі, що знає, що та намагалася вбити Нану, що призводить до того, що Пенелопі ув'язнює Шеріл у будинку для проблемного юнацтва. Позбавившись контракту із Лоджами, Фред оголошує, що балотується у мери і буде йти проти Герміони. |                    | |                       |                                          |                         |           |                   |
| 30 | 17                 | «Глава тридцята: Зашморг затягується» «Chapter Thirty: The Noose Tightens»                                | Alexis Ostrander      | Britta Lundin & Brian E. Paterson        | 28 березня 2018         | T13.20817 | 0.96              |
| Гангстери та партнери Лоджів Ковальські та Мартін не задоволені балотуванням Герміони у мери, оскільки вірять, що це може привести до небажаного розслідування їх діяльності. Вони вимагають 25% від прибутку з приватної в'язниці, але Гірам відмовляє їм. Ковальські та Мартін змушують Адамса скалічити Андре, що лишає житло Лоджів без належної безпеки. Арчі переконує Лоджів прийняти угоду за допомогою Реджі та інших атлетів Рівердейлу. Тим часом знаходять машину, яка належала чоловікові, якого вбив Чік. Жінка, якій також належала машина шантажує Куперів і вимагає заплатити їй $10,000 за мовчанку, або інакше піде у поліцію; Джагхед та Змії відлякують її від Куперів. Еліс відправляє Чіка подалі від будинку і вибачається у Змій за те, що погано про них говорили всі ці роки. Тоні та Вероніка дізнаються, що Шеріл помістили до конвертаційної терапії, і за допомогою Нани Роуз виявляються, що вона перебуває у сестринському будинку. Тоні, Вероніка та Кевін рятують Шеріл із будинку; Тоні та Шеріл цілуються. Пізніше Шеріл повертається до Вищої школи Рівердейлу, де заявляє, що школа 'згорить до тла'. |                    | |                       |                                          |                         |           |                   |
| 31 | 18                 | «Глава тридцять перша: Ніч, яка запам'ятається» «Chapter Thirty-One: A Night to Remember»                 | Jason Stone           | Arabella Anderson & Tessa Leigh Williams | 18 квітня 2018          | T13.20818 | 1.10              |
| Під час репетиції до мюзиклу Керрі у Вищій школі Рівердейлу, Шеріл кидає виклик всім тим, хто сумнівався в її здатностях зіграти Керрі Вайт, демонструючи свої вокальні можливості. Після репетиції Кевін розповідає Джагхеду про те, що отримав декілька погроз із вимогами перевибору ролі Керрі; ймовірно цей запит надійшов від Чорного каптура. Кевін вирішує не грати із вогнем і заміняє Шеріл на Мідж. Між Фредом та Арчі наростає напруга, коли Фред дізнається, що Гірам купив Арчі його першу машину, хоча Арчі просив Гірама не встрявати у стосунки між ним і його батьком. Обливаючись кров'ю, Шеріл підходить до матері із вимогами визнати всі свої дії проти сім'ї та із вимогою емансипації. Під час мюзиклу піднімаються навіси, аби показати всім Мідж, яку прикріпили ножами до стіни; Чорний каптур бере на себе відповідальність за це вбивство і залишає на місці злочину попереджальну записку про своє повернення. |                    | |                       |                                          |                         |           |                   |
| 32 | 19                 | «Глава тридцять друга: В'язні» «Chapter Thirty-Two: Prisoners»                                            | Jennifer Phang        | Cristine Chambers                        | 25 квітня 2018          | T13.20819 | 1.17              |
| Після похорон Мідж, її матір, Шеріл та Ріверські лисички звинувачують шерифа Келлера у її смерті, що призводить до його відходження у відставку. Нік Сент. Клер викрадає Арчі і вимагає викупу у сім'ї Лодж. Оскільки батьки Вероніки відмовляються платити гроші, а своїх фінансів у неї не вистачає, Вероніка вдає підкорення Ніку, після чого накачує його наркотиками. Арчі вдається втекти, після чого разом із Веронікою вони вдвох вимагають викупу за Ніка у сім'ї Сент. Клер. Тим часом Бетті та Джагхед розслідують Чіка і дізнаються у сестринському будинку, що він є самозванцем, через що ув'язнюють його у себе в підвалі. Чорний каптур секретно зв'язується із Бетті і пропонує їй збавитися від Чіка. Бетті примушує Чіка визнати, що він випадково вбив її справжнього брата, Чарльза, і передає Чіка у руки Чорного каптура, залишаючи його на смерть. Бетті бреше Арчі і каже, що Чік поїхав із міста. Вона дізнається, що в момент обміну Хола не було в будинку, що призводить її до підозр, що її батько і є Чорним каптуром. |                    | |                       |                                          |                         |           |                   |
| 33 | 20                 | «Глава тридцять третя: Тінь сумніву» «Chapter Thirty-Three: Shadow of a Doubt»                            | Gregory Smith         | Yolanda E. Lawrence                      | 2 травня 2018           | T13.20820 | 1.11              |
| Бетті каже Шеріл, що гадає, що Хол є Чорним каптуром. Гірам поновлює «Червоне коло» у надіях влаштувати неспокій у місті і таким чином допомогти виборчій кампанії Герміони. Мус розкриває, що у Мідж був роман із Фенгсом. Поліція знаходить труп, який спочатку подається як тіло Чіка, і Бетті відчуває себе винною у його гаданій смерті. Фенгса арештовують у школі. Члени «Червоного кола» влаштовують погром у «Білому хробаку», а пізніше Реджі визнає, що Гірам платить їм, аби влаштовувати бунт. Бетті та Шеріл прокрадаються в орендну кімнату Хола і знаходять книгу, яку використовували для шифрування послання Бетті. Після того як Чорний каптур нападає на ратушу під час дебатів мерів, Вероніка просить Герміону зняти свою кандидатуру, але та відмовляється. Бетті каже своєму батькові, що знає, хто він і домовляється про зустріч. Пізніше Чорний каптур з'являється на порозі дому Шеріл. Фенгса звільняють з-під арешту, але його випадково підстрелюють на вулиці під час вуличного протесту. |                    | |                       |                                          |                         |           |                   |
| 34 | 21                 | «Глава тридцять четверта: Вирішальна ніч» «Chapter Thirty-Four: Judgment Night»                           | Cherie Nowlan         | Shepard Boucher                          | 9 травня 2018           | T13.20821 | 1.00              |
| Чорний каптур нападає на Шеріл, але вона ранить його за допомогою лука та стріли. Реджі звинувачують у стрілянині, в якій постраждав Фенгс, але пізніше стає ясно, що пістолет належав матері Мідж. Вероніка обшукує кабінет Гірама, де знаходиться плани Гірама у розкритті роману між Герміоною та Фредом, але Герміона сама відкриває своє залучення, оскільки це може зруйнувати виборчу кампанію Фреда. Син гангстера, якого усунув Гірам, нападає на Лоджів та вбиває Андре, але Герміоні вдається застрелити його при самозахисті. Гулей випустили із в'язниці і вони нападають на їдальню Попса. Тим часом Хол розкриває себе як Чорний каптур Бетті та Еліс. Після того як він каже, що не нападав на мерські дебати, Бетті приборкує його і Хола арештовують. Фред, маючи на собі куленепробивний жилет, зіштовхується із чоловіком у чорному каптурі, який стріляє у нього, а Бетті і Хол розуміють, що нападником був не Хол. Пенні Пібоді поновляє активність та бере в заручники Тоні, але Джагхед та Шеріл допомагають їй втекти. Еф. Пі. повідомляє Змій про смерть Фенгса і Змії вирішують боротися проти Гулей. Джагхед здається Пібоді, аби уникнути кровопролиття, але вона зраджує йому і видає його Гулям, які атакують його. Дізнаючись про це, Еф. Пі. мчить рятувати сина. Пізніше Арчі, Шеріл, Бетті та Змії знаходять Еф. Пі., який несе скривавлене непритомне тіло Джагхеда. |                    | |                       |                                          |                         |           |                   |
| 35 | 22                 | «Глава тридцять п'ята: Прекрасний новий світ» «Chapter Thirty-Five: Brave New World»                      | Steven A. Adelson     | Roberto Aguirre-Sacasa                   | 16 травня 2018          | T13.20822 | 1.28              |
| Джагхед виживає після нападу, а Еф. Пі. розкриває, що насправді Фенгс живий. Шериф Мінетта виявляє, що другим Чорним каптуром був Тол Бой, якого вбив офіцер поліції. Шеріл виявляє зустріч Пенелопі, Клаудіуса і Гірама та повідомляє про це Вероніці, яка викриває це Герміоні. Герміона, вірячи, що Гірам міг стояти за нападом на ратушу під час дебатів мерів, розкриває Вероніці, що Гірам планує захопити весь Саутсайд, і що «Білий хробак» потрібен йому, аби запустити цей план у дію. Джагхед, Арчі та Шеріл ведуть Змій до Нортсайду, де їм надають притулок. Вероніка купує «Білого хробака» і обмінює його у Гірама на їдальню Попса. Еф. Пі. йде у відставку від Змій, прозиваючи Джагхеда новим королем; Шеріл приєднується до Змій. Герміона виграє вибори мера. Пізніше Гірам зустрічається із Пенні, Пенелопі, шерифом Мінеттою та Малачі, аби обговорити об'єднання сил. Арчі обраний президентом школи, але неправомірно заарештований шерифом Мінеттою під час його інавгурації за вбивство одного із злодіїв, які вдерлися до озерного будинку сім'ї Лодж. |                    | |                       |                                          |                         |           |                   |